# Alejandro García Caturla
Alejandro García Caturla   (Remedios, 7 de març de 1906 - Remedios, 12 de novembre de 1940) fou un compositor cubà de música contemporània.
Estudià composició en el Conservatori de La Havana, amb Pedro Sanjuán, i amplià coneixements a París, on fou deixeble de Nadia Boulanger. La mort el va sorprendre prematurament quan entrava en la etapa de maduresa. Cultivà el simfonisme, al que incorporà elements del folklore crioll i aires de les Antilles: La rumba, Tres danzas cubanas i Obertura cubana, escrites entre 1927 i 1933, les seves peces simfòniques són més representatives, encara després de la seva mort s'han valorat cançons a les quals va saber incorporar aires afrocubans, com ara Mulata, Juego santo, Yambambo, etc. També va compondre peces per a piano.